# Pál Csaba (festő)
Pál Csaba (Budapest, 1967–) Munkácsy Mihály-díjas magyar képzőművész, festő, grafikus.
1991-ben a Magyar Képzőművészeti Főiskola festő szakán szerzett diplomát Maurer Dóra irányítása alatt, 1993-ban végzett az Iparművészeti Egyetem alkalmazott grafika–tipográfia szakán. 1994 óta több egyéni kiállítást rendezett belföldön, főleg budapesti galériákban. Ugyancsak 1994 óta tagja a Fiatal Képzőművészek Stúdiójának, 1999-től a Grafikus Művészek Szövetségének, 2006-tól a Magyar Rézkarcolók és Litográfusok Egyesületének. Munkásságáért több díjban részesült, ezek legjelentősebbike 1999-től 2001-ig Derkovits Gyula képzőművészeti ösztöndíj, a Római Magyar Akadémia 2005-ös ösztöndíja, ill. 2007-ben Fővárosi Önkormányzat Kulturális Bizottsága Ösztöndíja, Bécs, volt. A kilencvenes évek közepétől, számos hazai és külföldi, egyéni- és csoportos kiállításon vett részt.

## Egyéni kiállítások
2016 K.A.S. Galéria /Belső napló/
2015 Erlin Galéria
2015 Danube Dialogues, Most Gallery
2013 Art 9 Galéria /Transzcendens zárójelek/
2013 Canada, Alberta Printmakers’ Society and Artist Proof Gallery A/P Gallery
2013 XV. Plein Art Kortárs Művészeti Fesztivál/
2013 Előtér Galéria /Mazalin Natália/
2013 Erlin Galéria /Karcolt karcolatok/
2012 K.A.S. Galéria /Titkos adalékok/
2011 Duna Galéria /Láthatatlan történetek/
2010 Wekerlei Társaskör Galéria
2010 Előtér Galéria
2010 Galéria IX
2009 Óbudai Társaskör Galéria: /Kelesztés/
2009 M.M.G. Galéria /Kiürítettek/
2009 Plein Art / Ráday Könyvesház / Katakomba Galéria/
2009 Erlin Galéria /Bebábozódás/
2008 Fészek Galéria /Isolation/
2008 Kas Galéria /Római Napló 05-08/
- 2007: Erlin Galéria /Édes Csapdák/
- 2007: Nagy Balogh Kiállító
- 2006: Meander Galéria
- 2005: Óbudai Társaskör Galéria (Hármas Tükör)
- 2004: Erlin Galéria /Átlátszó Fehér/
- 2004: Budapest Galéria /Light Box/
- 2004: MAMÜ Galéria /1-10/
- 2003: Millenáris Fogadó Galéria /Replace/
- 2003: Carde Rouge Artotel Galéria /Loop/
- 2002: RAKT-ART Galéria
- 2002: K.A.S. Galéria
- 2001: Dunaújvárosi Kortárs Művészeti Intézet ARITMIA 9 - Konstelláció /Előd Ágnes, Ghyczy Dénes/
- 2001: Óbudai Pincegaléria
- 2000: Éri Galéria /Akcidens/
- 2000: Fészek Galéria /Másodlagos Szubsztanciák)
- 2000: U.F.F. Galéria
- 1999: Francia Intézet
- 1998: Rátz Stúdió Galéria /Pneuma/
- 1998: Liget Galéria /Monokhord/
- 1998: Collegium Budapest
- 1997: Újpest Galéria /Fluidum/
- 1997: Balassi Könyvesbolt Galéria /Közvetített pontok/
- 1996: Óbudai Társaskör Galéria /Leképzés/
- 1996: Mű-Terem Kiállító
- 1996: FÉSZEK Herman Terem /Funktorok/
- 1995: F.M.K. /Művelet/
- 1995: Bercsényi 28-30 Kiállító /Rezgőkörök/
- 1994: Pro Helvetia

## Díjak, ösztöndíjak
- 2015: Munkácsy Mihály-díj
- 2014 M.E.T. Díj
- 2013 Mention d’honneur II : Imagined Future_02 de Csaba Pal, Hongrie
- 2013 Nyitott Könyv / II. Nemzetközi Rajz-és Képgrafikai Biennálé Győr/ Legjobb Könyv Díj
- 2012 MAOE munka ösztöndíj
- 2011 Prize of Chamber of Commerce And Industry Prahova
- 2011 National Collage Society, XIV. Annual Postcard Collage Exhibition Award, Hudson, Ohio /USA/
- 2010: Mail Art Nívódíj
- 2007: Fővárosi Önkormányzat Kulturális Bizottsága Ösztöndíja, Bécs, Ausztria
- 2005: Római Magyar Akadémia Ösztöndíja
- 2002: XVIII. Eger Akvarell Biennálé (Miskolc megyei jogú város polgármesterének díja)
- 2002: XXI. Országos Miskolci Grafikai Biennálé (Met-díj)
- 2000: Matricák (Maoe-díj)
- 2000: XX. Országos Miskolci Grafikai Biennálé (Fkse-Díj)
- 1999: Derkovits Gyula képzőművészeti ösztöndíj
- 1998: Eger Akvarell Biennálé (Művelődési És Közoktatási Minisztérium Díja)
- 1995: Salzburgi Nyári Akadémia Ösztöndíja (Tone Fink)
- 1992: Kaposvár (Maoe Díj)

## Művei közgyűjteményekben
- Queen Art Studio Padova, Olaszország

•University of South Dakota, Bound and Unbound II_artistbook
•NabilaFluxus Art Gallery Museum
•National Collage Society Hudson U.S.A
•FluxFest Chicago /Chicago’s Museum of Contemporary Art/
•Sheffield International Artist’s Book Prize
•14th Florean Museum /Maramures/Romania
•Kecskemét Keresztény Múzeum
•Municipal Public Library, Gliwice, Lengyelország
•Ostrow Wielkopolski Museum, Lengyelország
•Miejska Galeria Sztuki Łódź
•Experimental Project Association, Románia
•Modesto Art Museum, Modesto, Kanada
•Art Museum of Prahova, Románia
•Fundacion CIEC, Coruna, Spanyolország
•Penang Museum, Malajzia
•Puke Ariki Museum, New Plymouth, Új-Zéland
•Rosario, Santa Fe, Argentína
•City gallery of Uzice, Jugoszlávia
•A/C Márcia Campos Santos, Sao Paulo, Brazília
•Bibliotheca Alexandrina, Egyiptom
•Muzeum Narodowe Wroclaw, Lengyelország
•Palacio de Pimentel, Valladolid, Spanyolország
•Lessedra Gallery, Szófia, Bulgária
•Magyar Elektrogáfusok Társasága Archivum
•Malaysia /Penang Museum/
•Collage Museum, United States, Texas Ontological Museum
•Románia /Florean Museum/
•Napoly Palazzo Merolla- Marano
•Románia IEEB /Experimental Project Association/
•Quebec /Canada/ Corporation Augustin-Chénier
•Nápoly LineaDarte Officina Creativa
•Macedonia /Museum Tetovo/
•Miskolci Galéria
•Magyar Műhely /Galéria/
•Olaszország /Linea Infinita Multimadiale Collections/
•Art Biennale Tehran (Print Collections)
•Kispesti Helytörténeti Múzeum
•Malaysia /Galeria Aswara
- AR(t)CEVIA Collection
- Egri Képtár, Heves Megyei Múzeum
- Miskolci Galéria
- Kecskeméti Képtár
- Paksi Képtár
- Győr Városi Múzeum
- Szombathelyi Képtár
- Magyar Grafikáért Alapítvány

## Külső hivatkozások
- Pál Csaba honlapja
- http://www.palcsaba.blogspot.com
- http://www.palcsabaart.blogspot.com
- http://palmailart.blogspot.com/
- http://palcsabaartbooks.blogspot.com/
- http://illustrationpalcsaba.blogspot.com/
- http://www.saatchiart.com/pcsaba
- https://hu.pinterest.com/pal_csaba/
- http://palart.carbonmade.com/
- http://www.exindex.hu/index.php?l=hu&page=16&id=26
- http://www.mazsike.hu/aldozat/index.php?festo=24 Archiválva 2006. január 10-i dátummal a Wayback Machine-ben
- https://artportal.hu/lexikon-muvesz/pal-csaba-1375/ Archiválva 2018. július 18-i dátummal a Wayback Machine-ben